# AMX-30
L'AMX-30 és un tanc d'origen francès dissenyat per GIAT Industries. Es va començar a fabricar l'any 1966 i es va continuar produint durant 27 anys més. Té focus d'infrarrojos que li permeten desplaçar-se i disparar durant condicions d'escassa llum i té protecció contra gasos tòxics pel tancament hermètic i protecció antiradiació.

## Història
L'AMX-30 és el resultat de les especificacions franceses per a un nou tanc principal de batalla (MBT) després del fracàs del projecte AMX50 que havia de reemplaçar els tancs de disseny nord-americà en servei en l'exèrcit francès. Igual com els alemanys en el mateix període, els francesos es van adherir a la teoria que fins i tot els vehicles més pesants no podrien fer front a les noves armes antitanc, i que per tant la millor forma de defensar els tancs era millorar la seva maniobrabilitat.

### Producció
L'AMX-30 es va produir a França i Espanya.

### Variants
Del disseny bàsic s'han derivat diverses versions com l'AMX-AMX-30D, carro destinat a la recuperació i reparació de vehicles avariats, aquesta proveït d'una pala excavadora i estabilitzadora en la part davantera, dos cabrestants i una grua hidràulica situada a la dreta del xassís per canviar motors i altres elements.
L'AMX-30 passa-ponts porta un tram articulat que pot ser utilitzat per superar rases de fins a 20 m. El mateix xassís és utilitzat també pel transport i llançament del míssil tàctic nuclear superfície-superfície Pluton.
El vehicle de combat d'enginyers AMX-AMX-30EBG. A més s'empra per a una version de sistema de míssil antiaeri Roland i el sistema Shahine SA-10 desenvolupat per Thompson-CSF per a l'Exèrcit de l'Aràbia Saudita. La versió AMX-30-S d'un canó doble antiaeri autopropulsat de 30 mm
L'AMX-30 GCT dotat amb un obús de 155 mm, el qual aquesta proveït de carregador automàtic, que permet disparar 8 projectils per minut fins a esgotar la munició, aquesta en servei en l'Exèrcit de França, Aràbia Saudita i ha estat demanat per l'Iraq.

## Operadors
- (52 AMX 30s)
- (60 AMX 30s, 39 d'ells B2s) (Retirats)
- (102 AMX 30 B2s)
- (387 AMX 30s & 659 AMX 30 B2s)
- (140 AMX 30 Gs) (Retirats)
- (24 AMX 30 Ss)
- (290 AMX 30 S segon & AMX 30SAs)[3]
- (299 AMX 30Es) 19 unitats fabricades a França per GIAT en 1970 i 280 sota llicència per Santa Barbara entre 1974 i 1983. Actualitzats des del 1989 a AMX-30 ER 1 (transmissió automàtica CD-850, 60 convertit) i AMX-30 EM 2 (Hughes/ENOSA Mk9 A/D sistema digital de control, cambra tèrmica ENOSA, MTU 833 dièsel de motor amb transmissió automàtica ZF LSG 3000). Retirats.
- (64 AMX 30s)
- (AMX 30 V model, la variació més avançada, modernitzat el 1989) (82 AMX 30 V s +4 AMX 30D)

## Variants
- AMX 30 D: tanc de recuperació
- AMX 30 AuF1: canó autopropulsat de 155 mm
- AMX 30 EBG: Vehicle d'enginyers
- AMX-30 Bridge - Vehicle llança ponts
- AMX 30 ROLAND: Vehicle llançador de míssils antiaeris Roland.
- AMX 30 PLUTON: Vehicle llançador de míssils SS Pluton.
- AMX 30 B2: Versió millorada amb computador d'abord.
- AMX 30 EBD: Escombramines
- AMX 30 BRENUS: Versió amb blindatge reactiu
- AMX 30 FORAD: Versió modificada per al rol de vehicle enemic en exercicis militars.
- AMX 32: Versió d'exportació amb millores bàsiques.

## Imatges

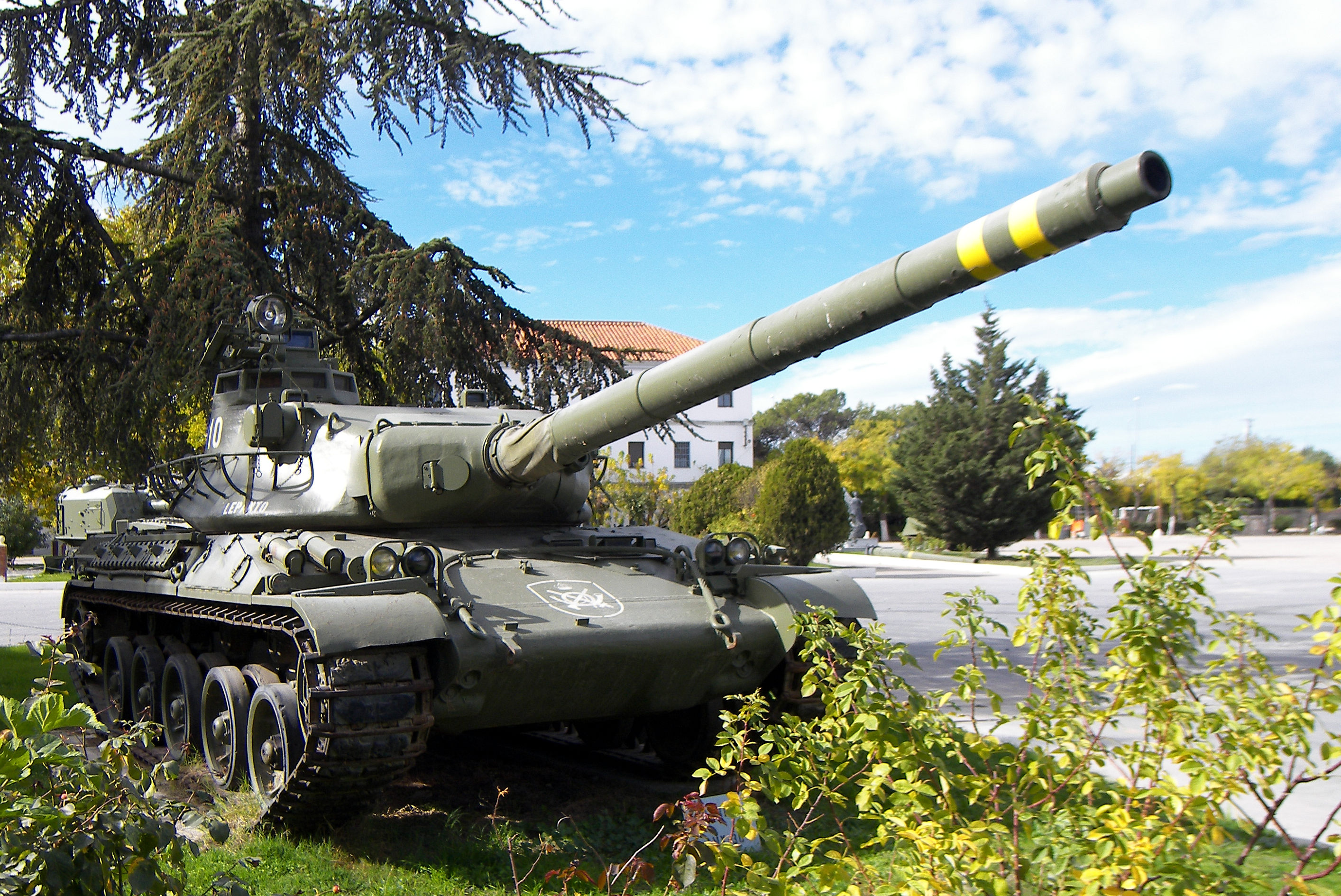
AMX-30EM1 espanyol exposat al Museo de Unidades Acorazadas de la Base de El Goloso (Madrid).
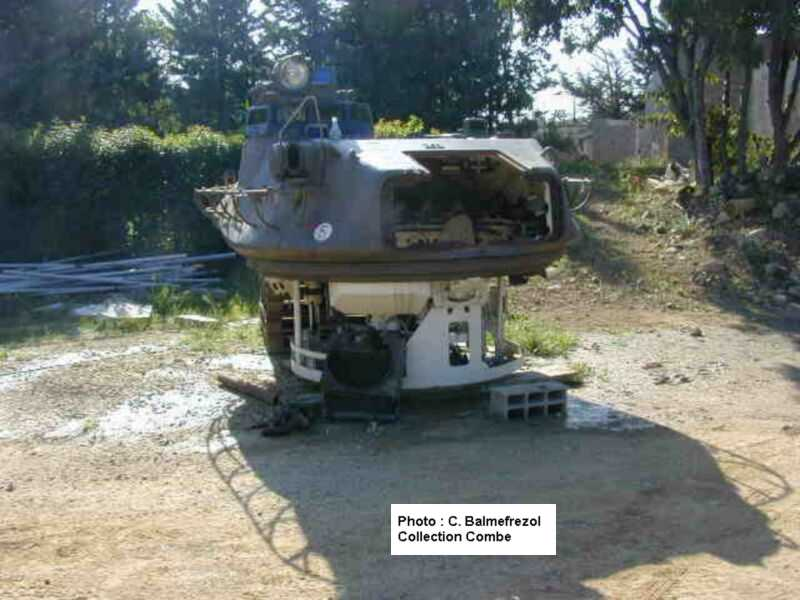
Torreta.
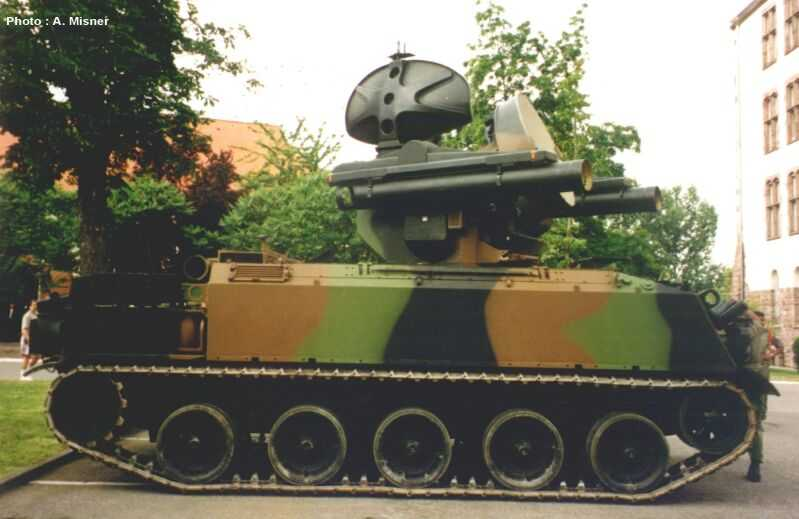
Roland Sistema Antiaeri Roland.
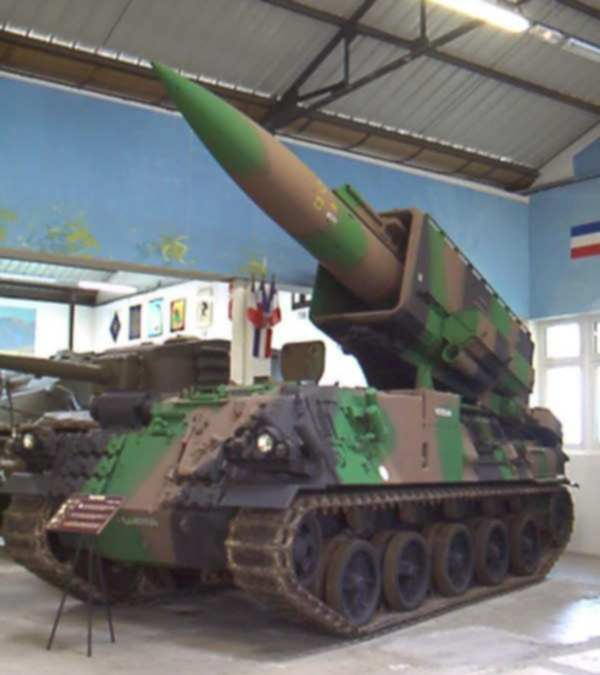
AMX-30 Pluton Sistema SS Pluton.
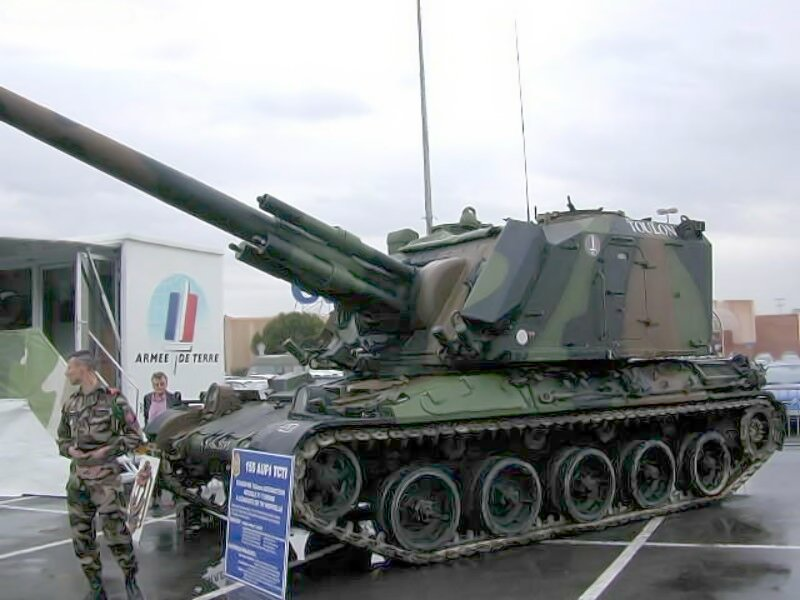
Obús de 155mm Autopropulsat.
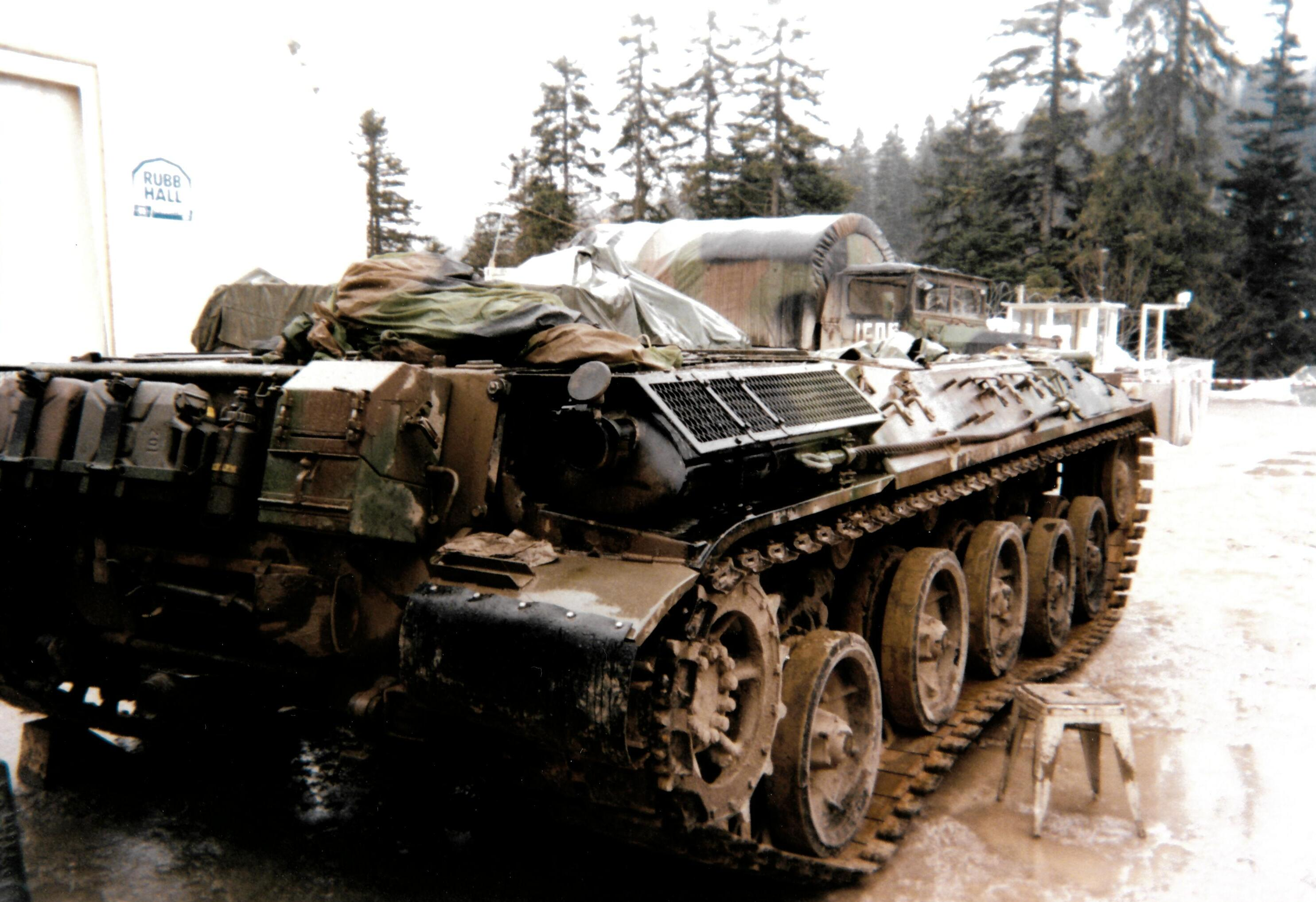
En reparacions.